# Félix Vallotton
Félix Vallotton (28. prosinec 1865, Lausanne - 29. prosinec 1925, Paříž) byl švýcarsko-francouzský malíř a grafik.

## Život
Narodil se jako třetí ze čtyř dětí v protestantské a dobře situované kapitalistické rodině, otec Adrien Vallotton vlastnil farmaceutickou firmu a později koupil čokoládovnu, matka Emma byla dcerou výrobce nábytku. Bratr Paul se stal galeristou.  Střední školu (Collège Cantonal v Lausanne) ukončil roku 1882 a vzápětí se odstěhoval do Paříže studovat malířství. Byl přijat na Julianovu akademii, kde ho vedli Jules Joseph Lefèbvre či Gustave Boulanger. Zpočátku byl ohromen zejména díly starých mistrů v Louvru a tvořil olejomalby podle tradic akademismu. Portréty rodičů a spolužáka Stanislava Jasińského byly prvními díly této etapy, jež v roce 1887 vystavil na oficiálním pařížském Salónu. Pak změnil styl pod vlivem výstavy japonských grafik ukiyo-e, kterou v roce 1890 pořádala v Paříži École des Beaux-Arts. Vallotona japonské grafiky uhranuly (byl pak jejich doživotním vášnivým sběratelem) a roku 1891 kvůli přiblížení se jejich stylu začal užívat dřevoryt. Jako první vytvořil portrét básníka Paula Verlaina. Právě dřevoryty posléze Vallotona proslavily po celém světě. Tak jako jiné malíře jeho doby ho zajímala krajina, světlo, barvy, ale nevyhýbal se ani ruchu městského života, davům na ulicích, demonstracím, později zobrazoval i boje první světové války. Vytvořil více než 200 dřevorytů a více než 1700 maleb.
V době, kdy "konvertoval" k dřevorytu, se stal členem výtvarné skupiny Nabis (1892–1903), k níž patřili také Édouard Vuillard, Pierre Bonnard, Ker Xavier Roussel, Romain Coolus či Maurice Denis. Skupina ctila zejména dílo Paula Gauguina. V roce 1900 si vzal za ženu Gabrielle Rodrigues-Henriquesovou, bohatou dědičkou galeristické rodiny Bernheimových, zároveň se sňatkem získal francouzské státní občanství. V galerii Bernheim-Jeune, která patřila jeho ženě, pak vystavovala díla celá skupina Nabis.
Psal také umělecké kritiky, studie o umění, divadelní hry a romány. Jeho literární pokusy však kritika nepřijala vlídně.
V 90. letech 19. století se začal více politicky angažovat, když se zapojil do obrany Alfreda Dreyfuse.

## Galerie

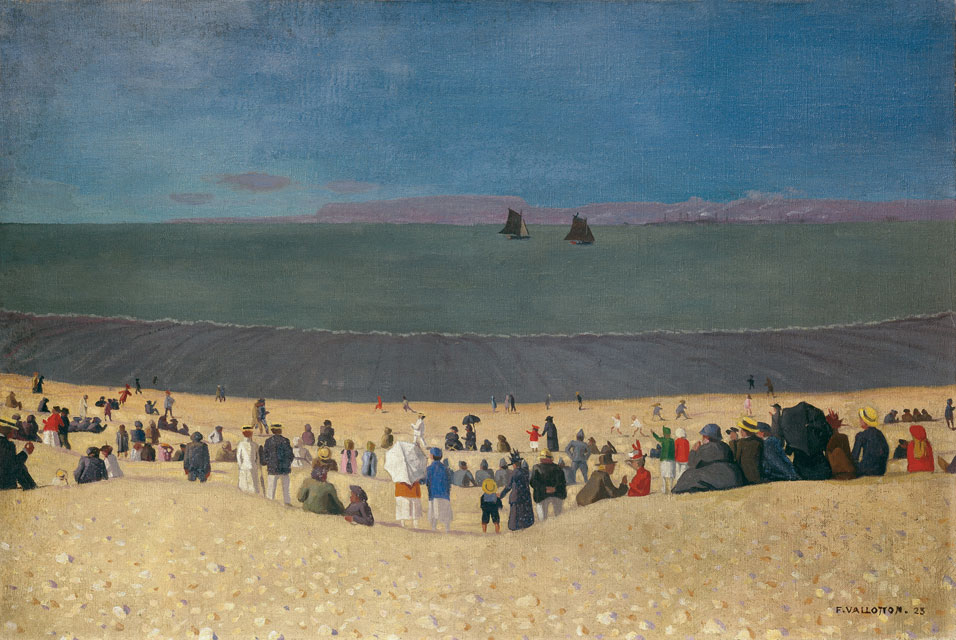
Pláž v Honfleur
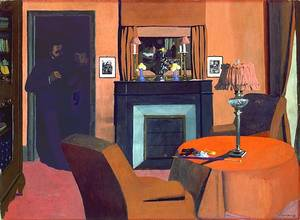
Červený pokoj
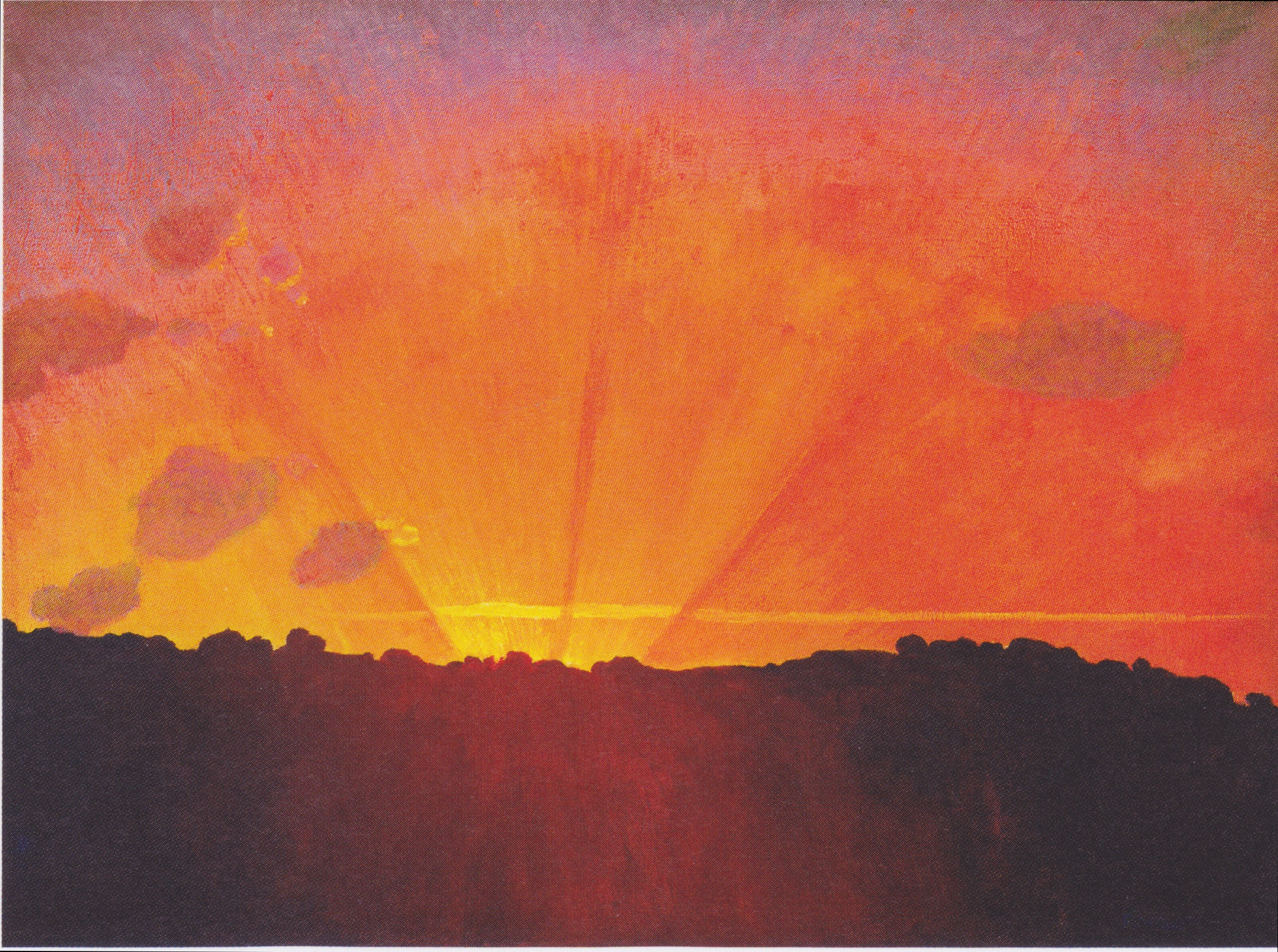
Východ slunce
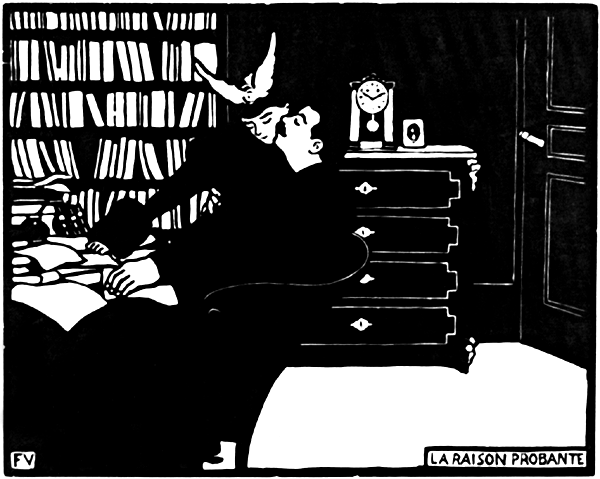
Přesvědčivý důvod
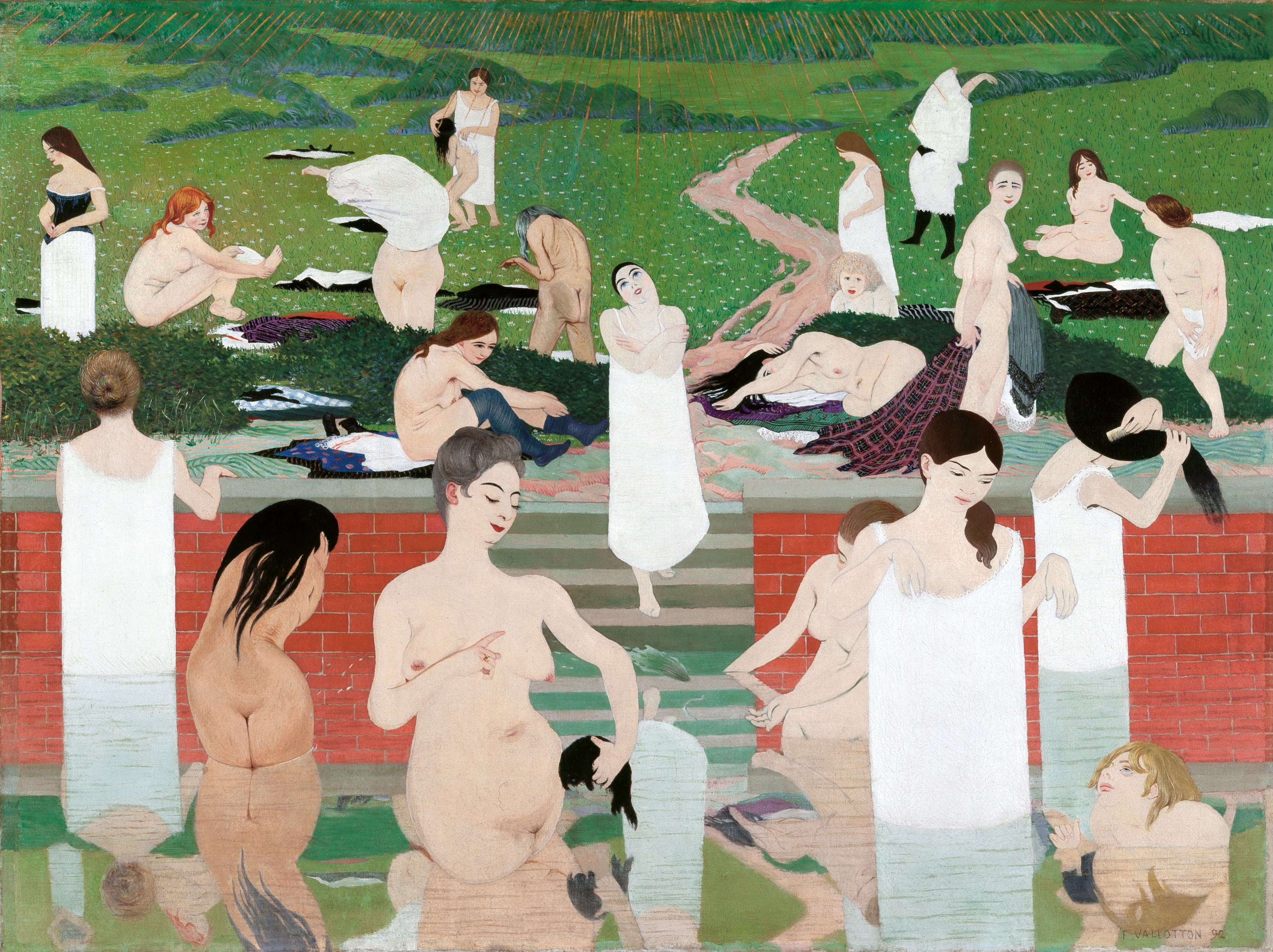
Koupání, letní večer
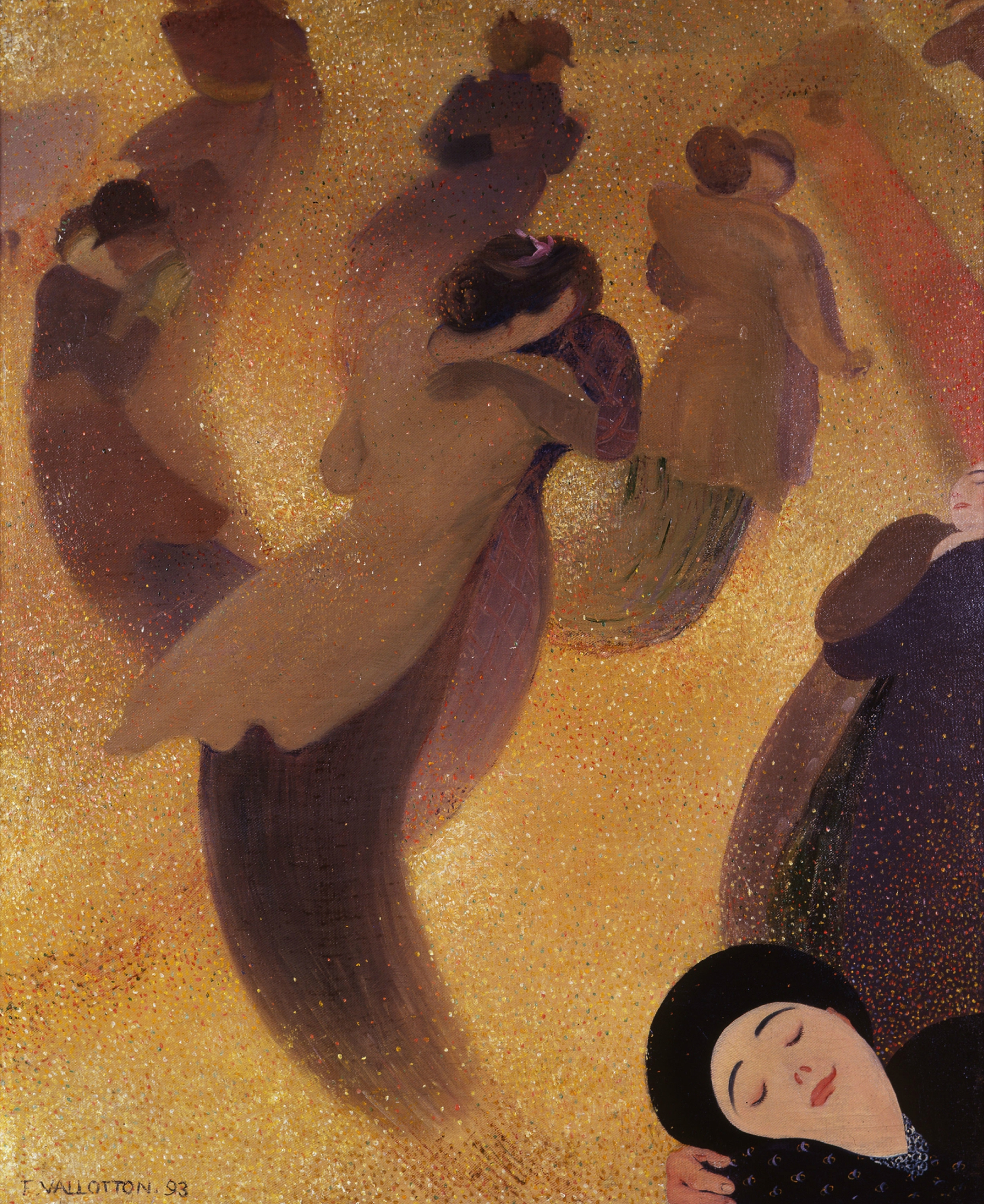
Waltz
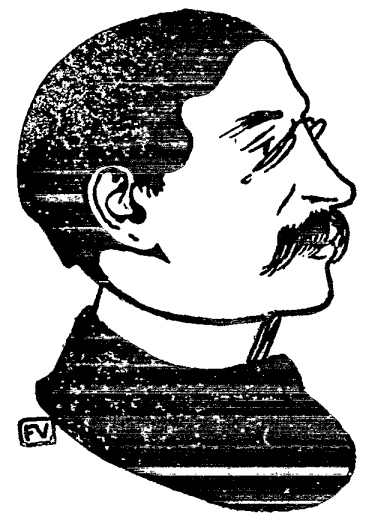
Portrét Léona Bluma
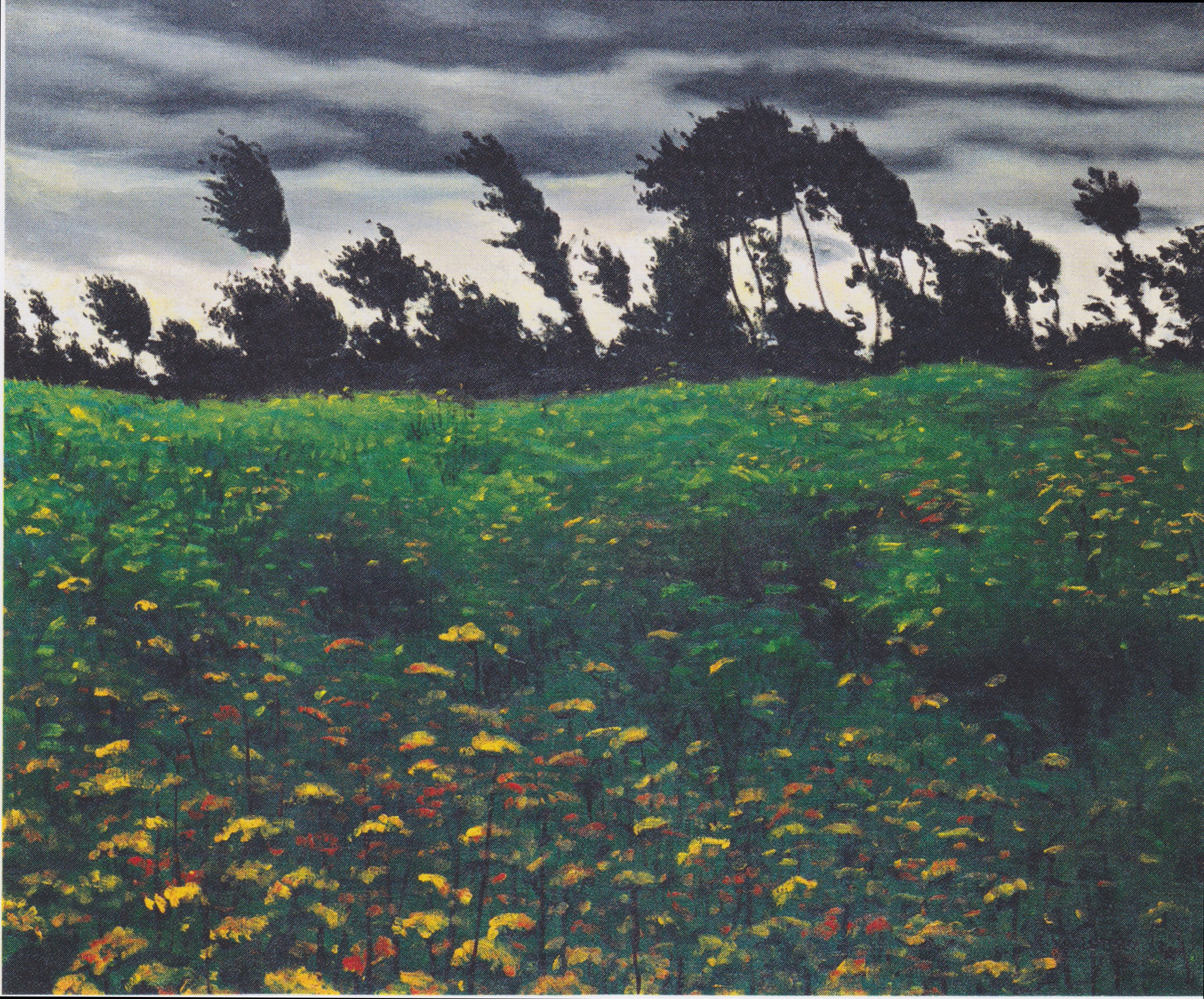
Kvetoucí pole
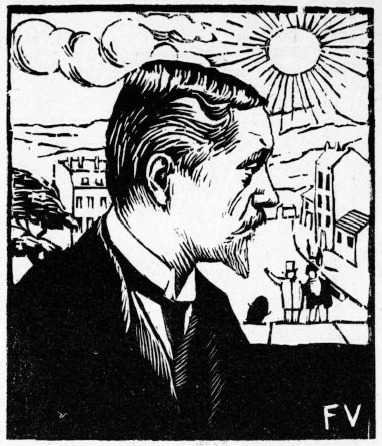
Autoportrét
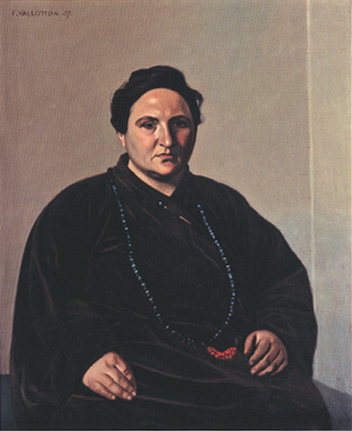
Portrét Gertrudy Steinové
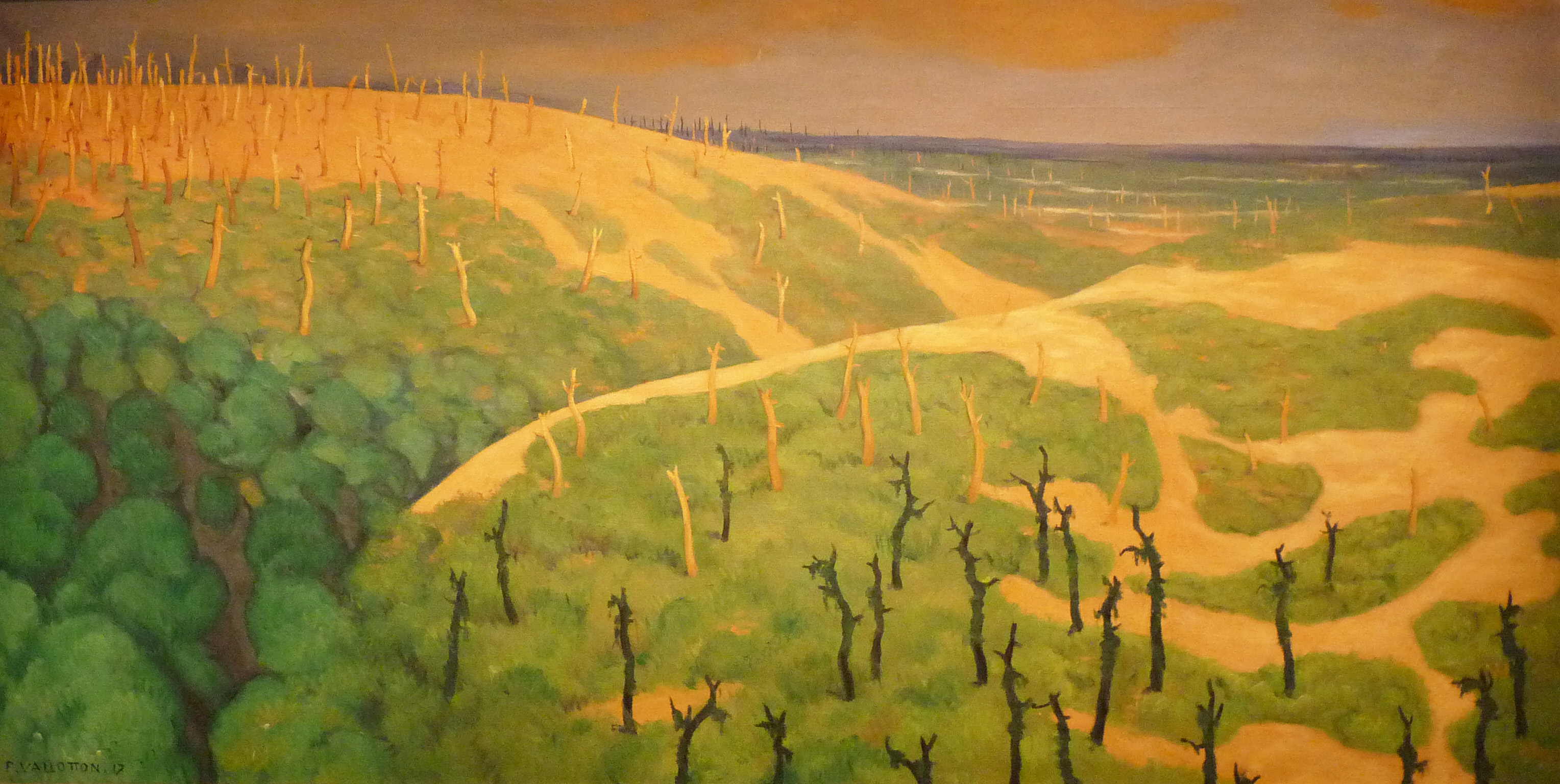
Les Gruerie a rokle Meurissons